# Castelseprio

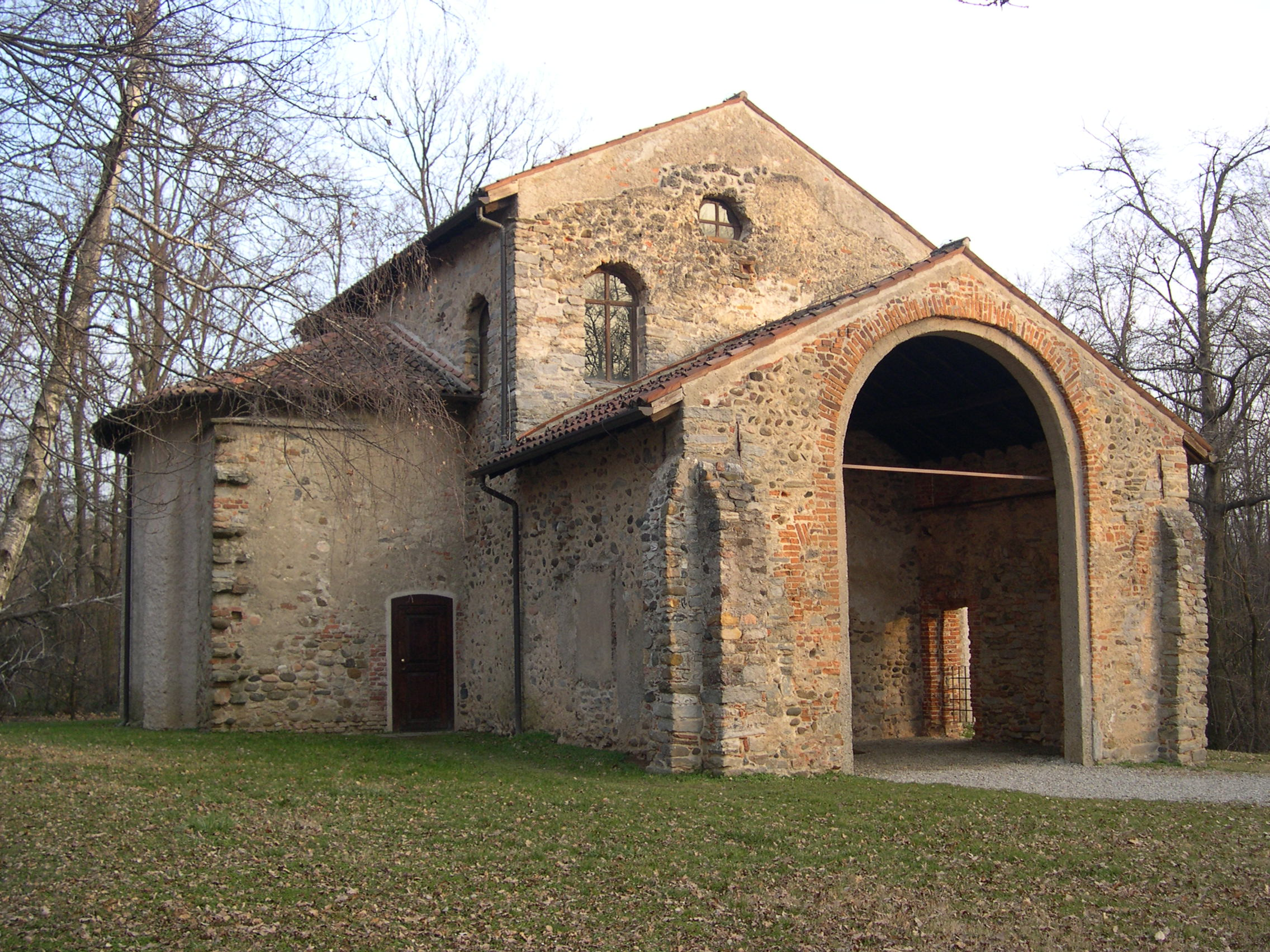
Santa Maria foris portas

Castelseprio is een gemeente in de Italiaanse provincie Varese (regio Lombardije) en telt 1276 inwoners (31-12-2004). De oppervlakte bedraagt 3,9 km², de bevolkingsdichtheid is 412 inwoners per km².

## Demografie
Castelseprio telt ongeveer 508 huishoudens. Het aantal inwoners steeg in de periode 1991-2001 met 12,8% volgens cijfers uit de tienjaarlijkse volkstellingen van ISTAT.
| Jaar | Inwoneraantal |
| ---- | ------------- |
| 1991 | 1097          |
| 2001 | 1237          |

## Geografie
Castelseprio grenst aan de volgende gemeenten: Cairate, Carnago, Gornate-Olona, Lonate Ceppino.